# The Altamont Speedway
Albums de The Rolling Stones
Sticky Fingers
(1971)
The Altamont speedway est un enregistrement en public du groupe de rock anglais The Rolling Stones. Jamais sorti, il aurait été leur deuxième album live (après Got Live If You Want It! en 1965).

## Histoire
Cet enregistrement, censé rendre compte de leur concert au festival "Gimme Shelter" à Altamont, est initié par Bryan Geli, un ami de leur ingénieur du son Glyn Johns. Cette idée ne plaisant finalement pas à la maison de disques Decca, qui souhaite éviter toute référence au drame du Festival d'Altamont marqué par le meurtre, à quelques mètres de la scène, de Meredith Hunter par un membre du service d'ordre durant le concert des Stones, le disque n'a jamais été commercialisé et le projet est officiellement abandonné. Il existerait cependant des copies pirates, qui auraient été diffusées dans le milieu des Hells Angels.
La pochette représente au recto une partie du logo des Hells Angels ; un poster expliquant en détail cet évènement, accompagnait le disque.
Le titre The Altamont Speedway provient du lieu où le festival a finalement eu lieu.
Le film documentaire Gimme Shelter est en grande partie consacré au concert d'Altamont.

## Contenu
Le disque contient la captation complète du concert, sans interruption. Au moment des altercations entre le Hells Angels et des spectateurs, l'enregistrement a continu et restitue l'ambiance qui y régnait.

## Titres
- "Jumpin' Jack Flash"
- "Carol"
- "Sympathy for the Devil" (arrêtée puis reprise, due à des violences proches de la scène)
- "The Sun Is Shining"
- "Stray Cat Blues"
- "Love in Vain"
- "Under My Thumb" (interrompue et abandonnée au moment où Meredith Hunter est poignardé, puis rejouée entièrement, les violences continuant dans la fosse)
- "Brown Sugar"
- "Midnight Rambler"
- "Live with Me" (une femme nue tente de monter sur scène à ce moment-là, comme on le voit dans le film Gimme Shelter)
- "Gimme Shelter"
- "Little Queenie"
- "(I Can't Get No) Satisfaction"
- "Honky Tonk Women"
- "Street Fighting Man"

## Musiciens

### The Rolling Stones
- Mick Jagger - chant, harmonica
- Keith Richards - guitare, chœurs
- Mick Taylor - guitare
- Charlie Watts - batterie
- Bill Wyman - basse